# Eremisca subarenosa
Eremisca subarenosa là một loài ruồi trong họ Asilidae. Eremisca subarenosa được Lehr miêu tả năm 1987. Loài này phân bố ở vùng Cổ Bắc giới.